# Lechfall

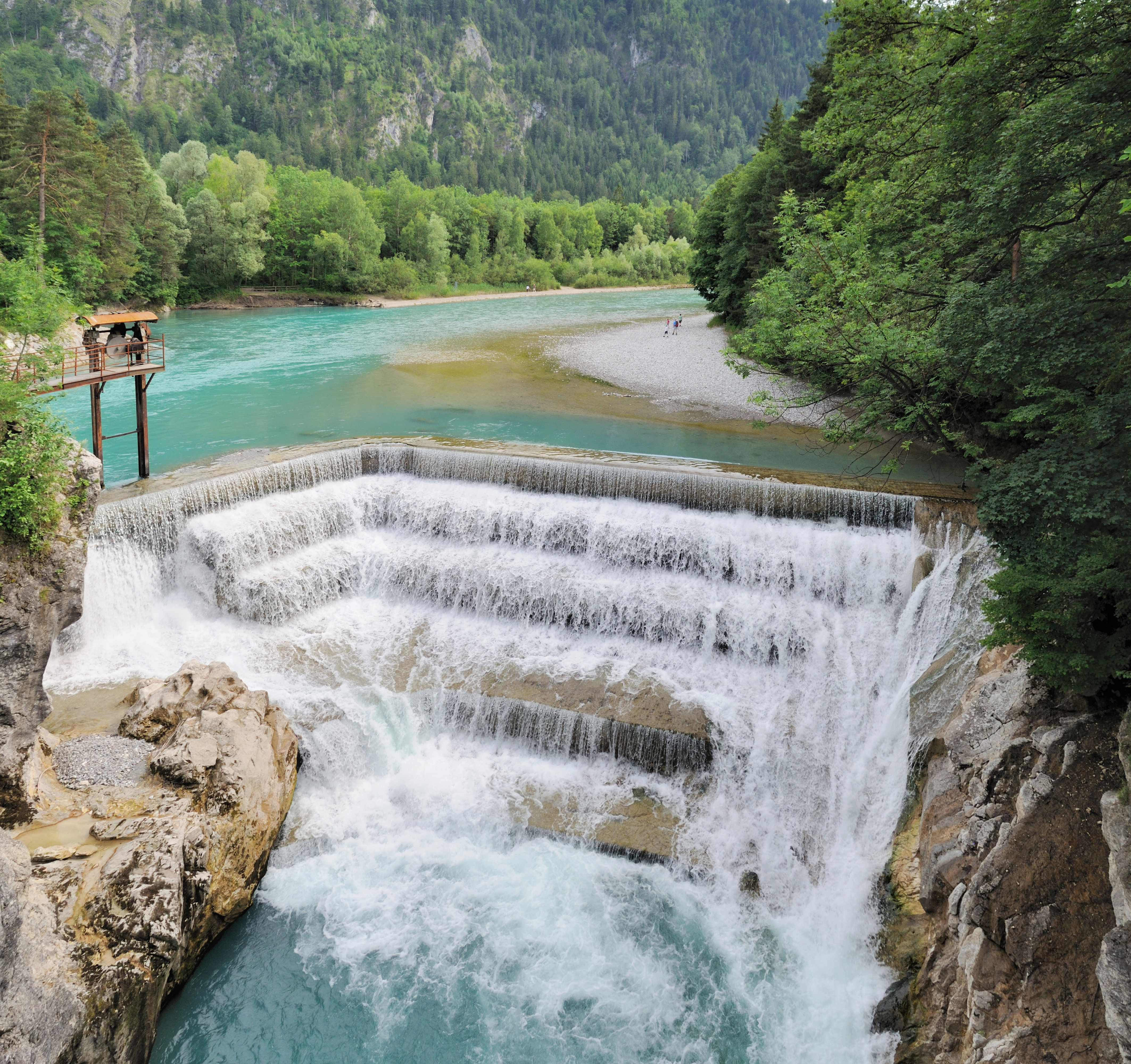
Lechfall in Füssen

Der Lechfall ist ein etwa zwölf Meter hohes, in ganzer Breite überströmtes Stauwehr am Lech am südlichen Stadtrand von Füssen.

## Beschreibung
Der Lechfall befindet sich am Südrand einer kurzen, aber tief eingeschnittenen Klamm, in der der Lech einen Felsriegel durchbricht, der westlich dem Falkensteinkamm, östlich den Ammergauer Alpen zugerechnet wird. Ob diese Schlucht (lateinisch fauces „Schlund, Schlucht, Korridor“) für Füssen namengebend war, ist umstritten. Sie entstand am Ende der Würmeiszeit vor etwa 12.000 Jahren, als die Schmelzwasser des Lech-Gletschers einen großen See bildeten, der sich bis zum heutigen Pfronten erstreckte. Als Abfluss dieses Sees stürzte der Lech anfangs etwa 100 Meter tief über den Felsriegel in den damaligen Füssener See und erodierte dann die enge Felsschlucht.
Zusammen mit einem Ableitungsstollen wurde das Stauwehr zur Nutzung der Wasserkraft in den Jahren 1784–1787 errichtet. Die Baumaßnahme wurde seinerzeit auch als Schaffung eines Wasserfalles kommuniziert, eindrucksvoller als der einstige natürliche Katarakt. Im Zuge einer Modernisierung des Wasserkraftwerkes wurden inzwischen verbleibende Mindestwassermengen für den Lechfall festgeschrieben.
Trotz des technischen Charakters besitzt das überströmte Wehr eine nennenswerte touristische Anziehungskraft, zumal der Wassersturz den wasserreichsten natürlichen Wasserfall Deutschlands, den Alzfall bei Altenmarkt, an Wasserführung und Höhe deutlich übertrifft.
Über den Wasserfall führt der König-Max-Steg, der im Jahr 1895 erbaut wurde. In einer Nische über der Klamm befindet sich eine Büste König Maximilians II.
Der Legende nach sprang der heilige Magnus auf der Flucht vor seinen heidnischen Verfolgern an dieser Stelle über den Lech. Der sogenannte Magnustritt auf der gegenüberliegenden Seite wurde im Volksglauben als sein Fußabdruck gedeutet.

## Schutzstatus
Der Lechfall mit Klamm ist vom Bayerischen Landesamt für Umwelt als Geotop ausgewiesen. Das Geotop gehört zu den 100 schönsten Geotopen Bayerns. Die Lechklamm ist auch als Naturdenkmal ausgewiesen. Der Magnustritt und die König-Max-Büste stehen unter Denkmalschutz.

## Bildergalerie

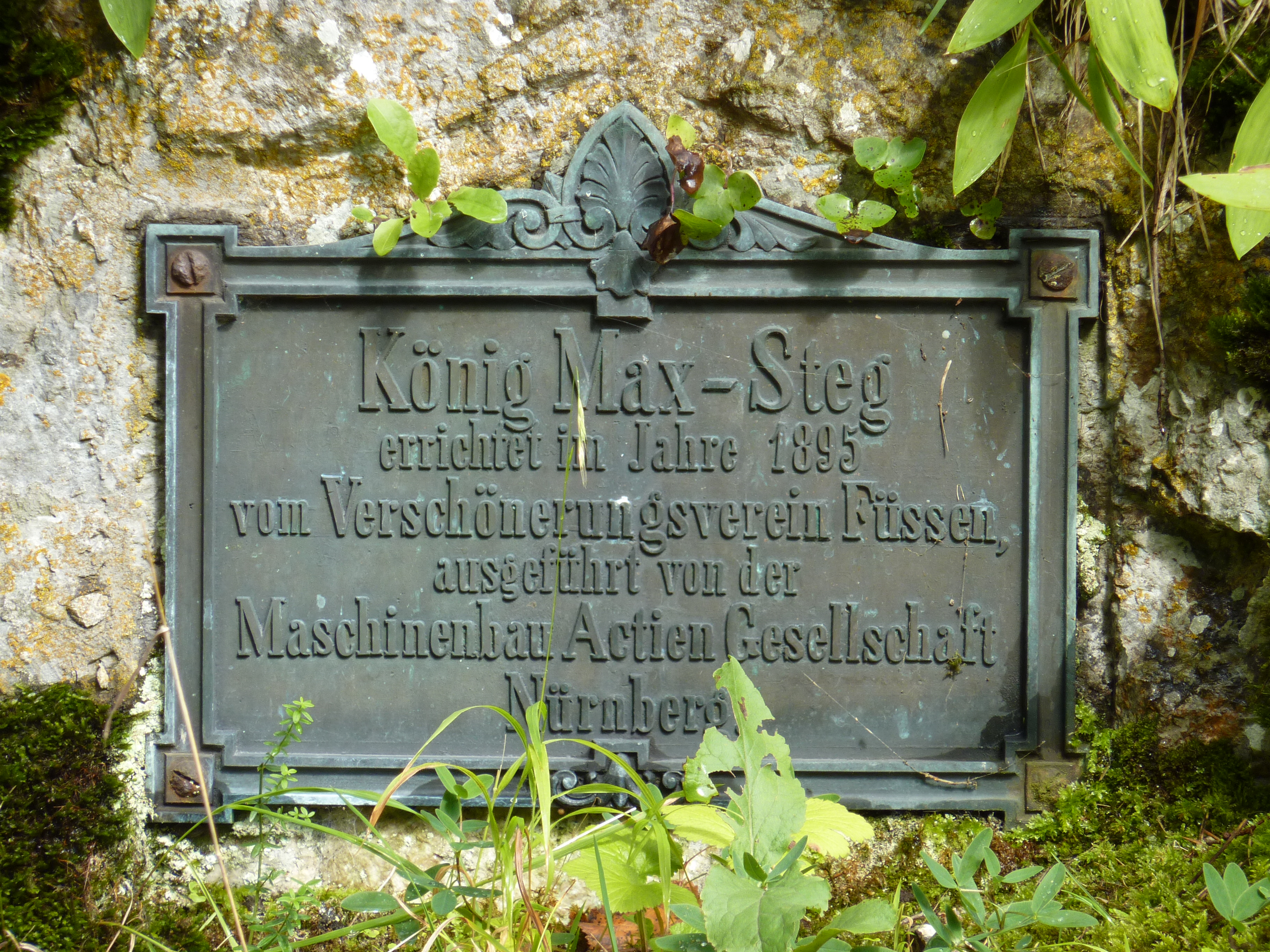
Hinweisschild zum König-Max-Steg
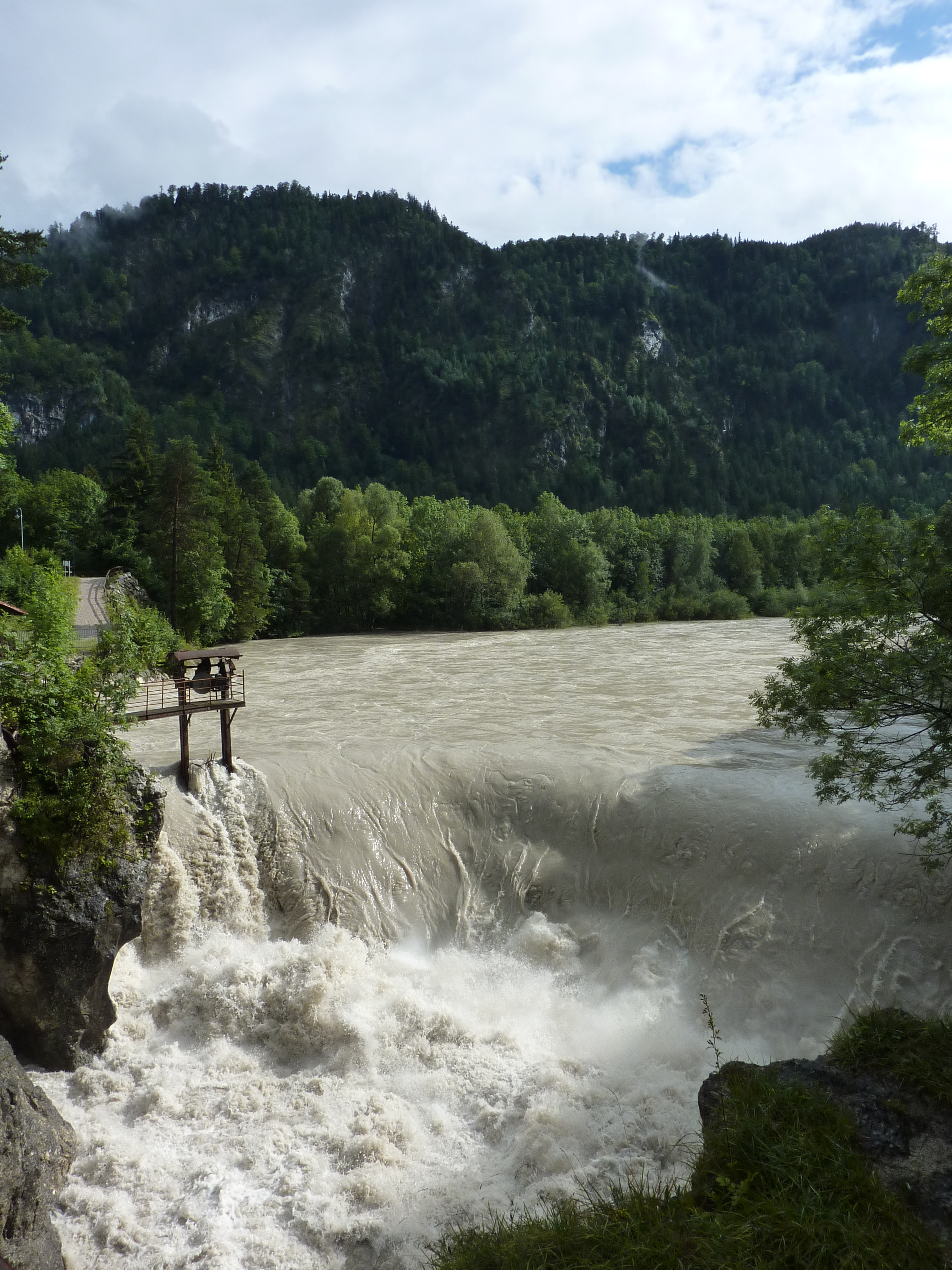
Lechfall nach starkem Regen
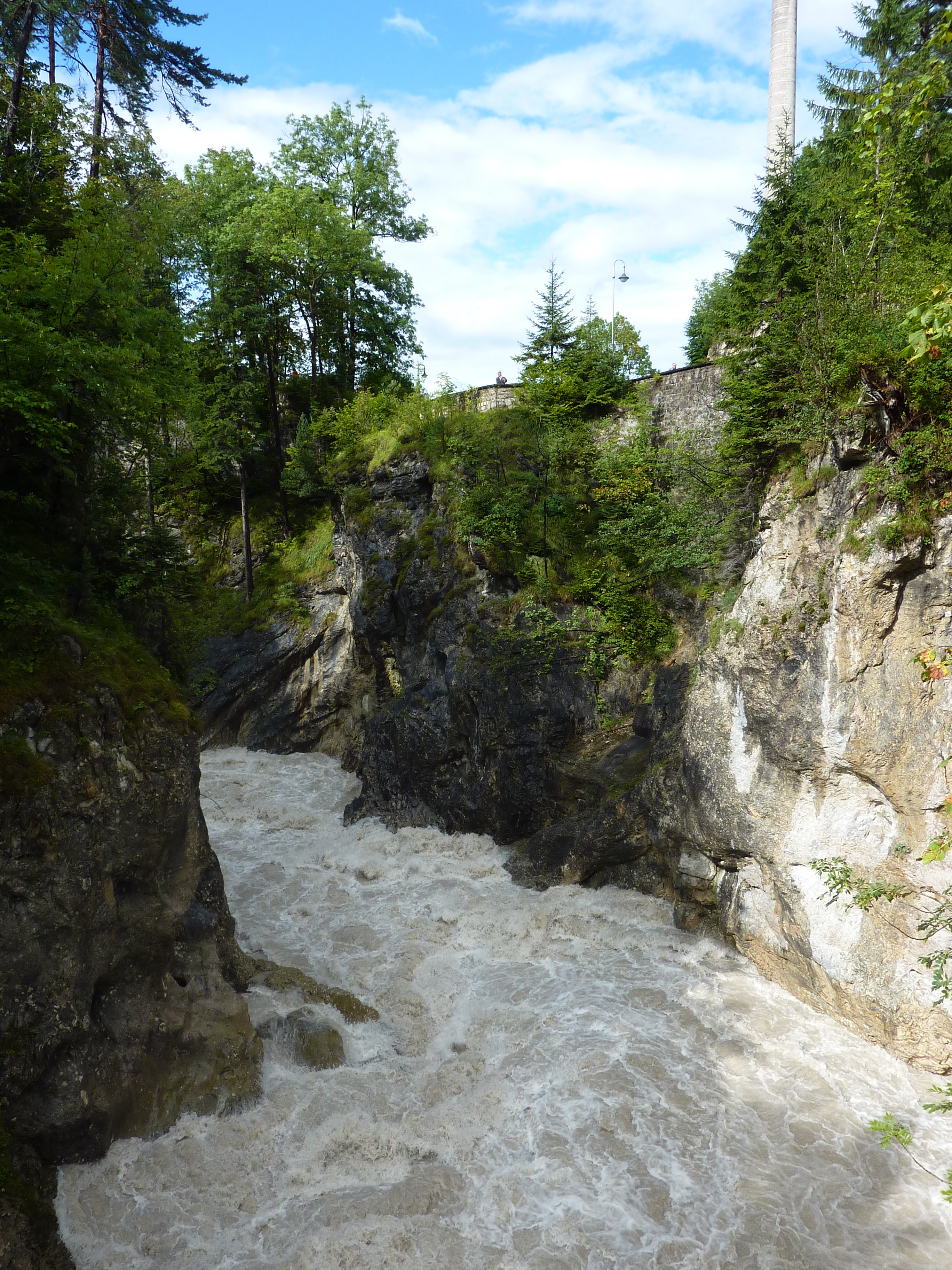
Klamm unterhalb des Wasserfalls
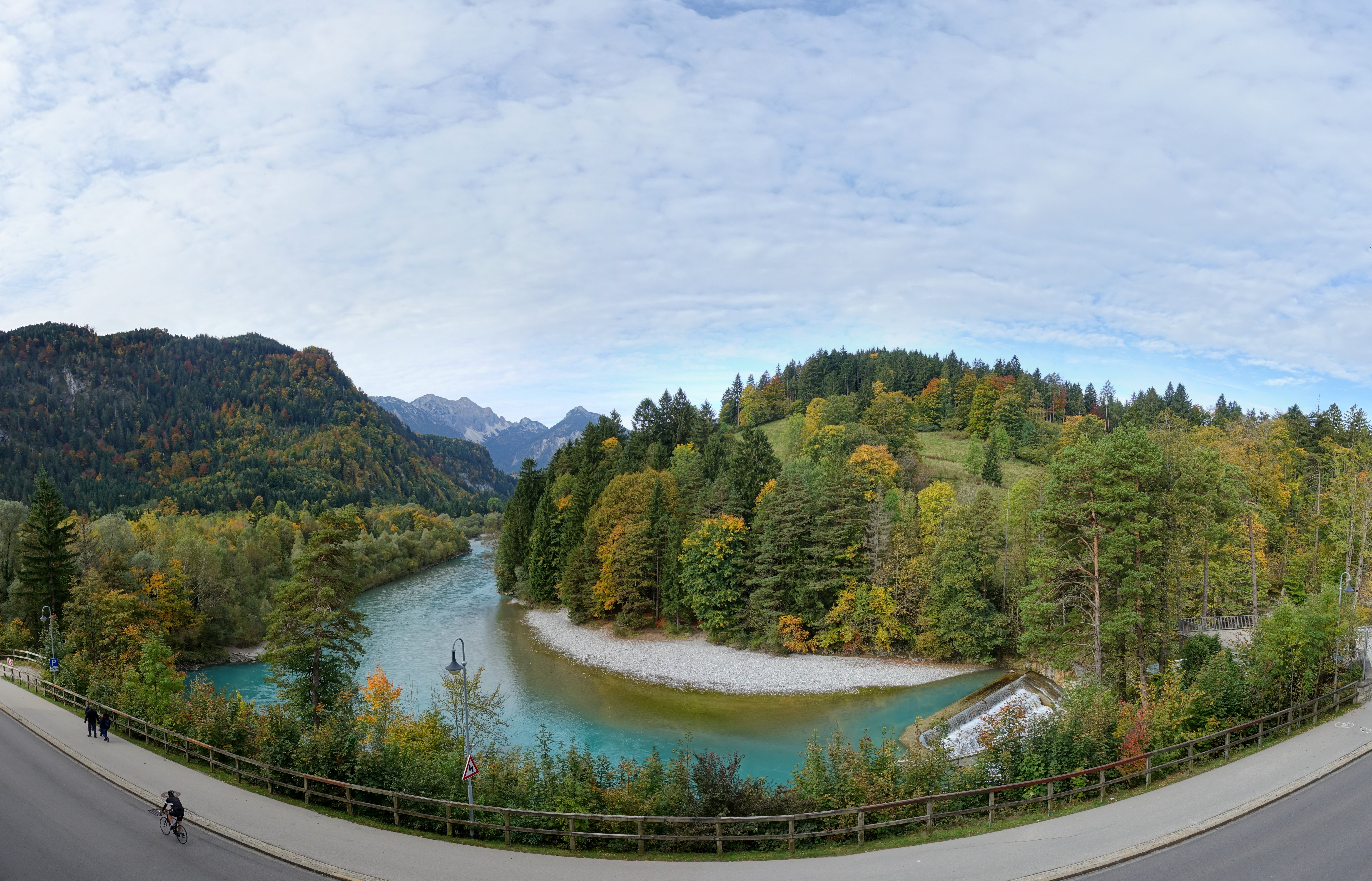
Lechfall und Umgebung
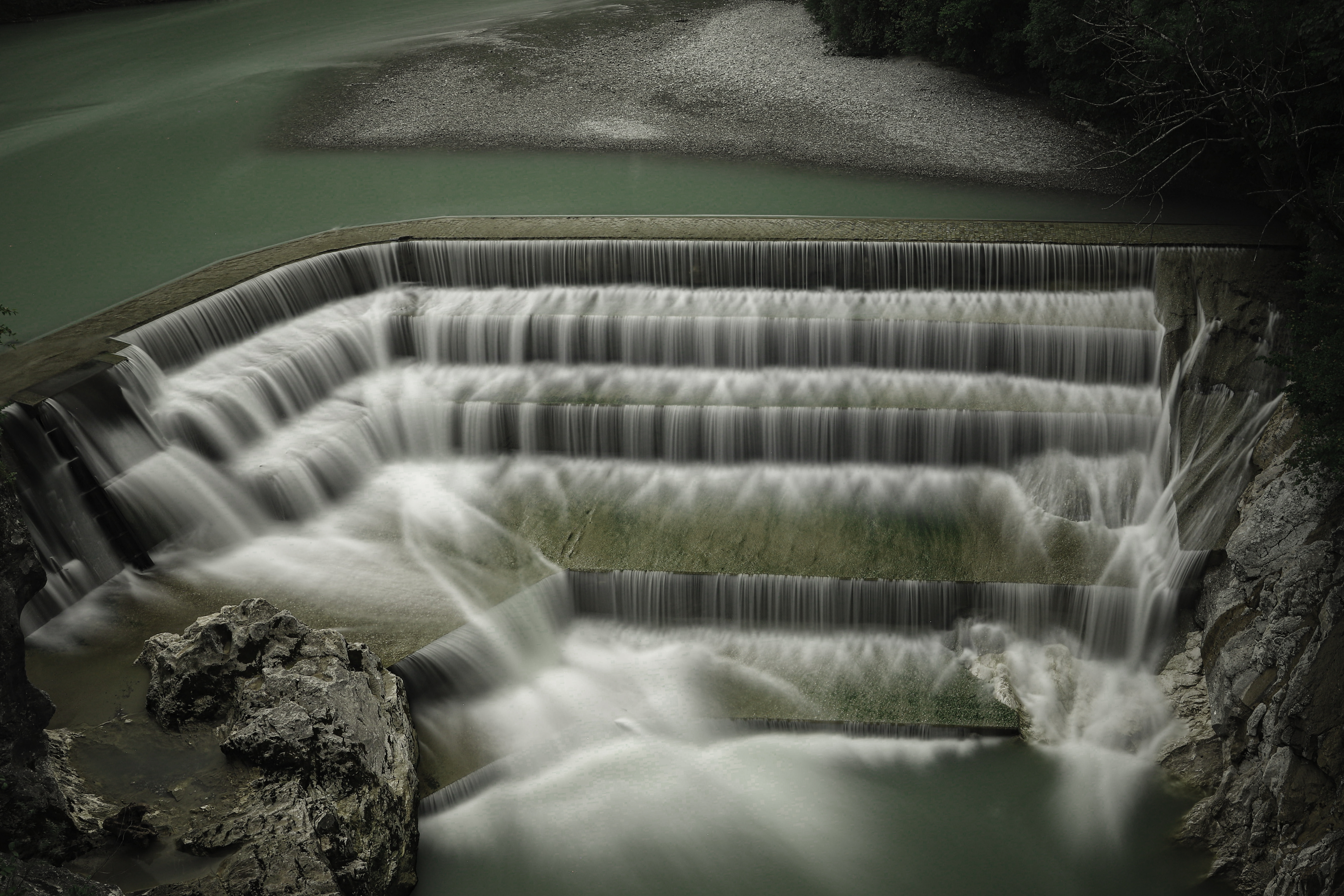
Lechfall Langzeitbelichtung von der Brücke